# Populisme de gauche
Le populisme de gauche est une idéologie politique qui combine les valeurs de gauche et les thèmes et la rhétorique du populisme. Cette rhétorique est souvent constituée de sentiments anti-élitistes, antisystèmes et parlant au nom des « petites gens ». Habituellement, les thèmes importants pour les populistes de gauche comprennent l'anticapitalisme, la justice sociale, le pacifisme et l'opposition à la mondialisation. La critique du capitalisme et de la mondialisation est liée à l'antiaméricanisme, qui est devenu plus important dans les mouvements populistes de gauche à la suite des interventions de l'armée américaine.
Les populistes de gauche n'excluent pas d'autres horizons et s'appuient sur des idées d'égalitarisme. Certains chercheurs soulignent le nationalisme de gauche dans ces mouvements populistes, comme en Turquie avec le kémalisme.

## Théorisation
Le populisme de gauche est théorisé par les politologues Ernesto Laclau et Chantal Mouffe, qui s'inspirent de cas sud-américains et inspirent la constitution de formations comme Podemos en Espagne et La France insoumise en France.
Le populisme théorisé par Laclau et Mouffe suit une logique formelle de « dichotomisation de l’espace social, entre le peuple et les élites considérées comme responsables de la frustration du plus grand nombre », selon le résumé du chercheur Arthur Borriello. Ce dernier estime « qu’il faut ajouter que le populisme a aussi malgré tout un contenu politique (ce n’est pas une pure logique formelle, comme le concevait Laclau) : en tant que mouvement populaire, il vise à une extension des droits politiques et sociaux des classes populaires ». Arthur Borriello considère ainsi que le populisme est « fondamentalement « de gauche », ou en tout cas, orienté vers l’émancipation populaire ».

## Historique
Les premiers et seuls mouvements qui ont ouvertement revendiqué le label populiste et combattu en son nom sont apparus à la fin du dix-neuvième siècle et ont été promus soit par des intellectuels russes soit par les petits fermiers et ouvriers agricoles américains du Parti populiste. Ils cherchaient à défendre les intérêts des groupes défavorisés par le système de domination social et politique existant en donnant une voix politique à ceux qui n'en avaient pas.
Des formations populistes de gauche émergent en Europe au milieu des années 2010, notamment Podemos en Espagne et La France insoumise en France, puis connaissent un reflux à l'occasion des élections européennes de 2019. Le chercheur Arthur Borriello considère à cet égard que « la résistance des anciennes logiques ou l’institutionnalisation rapide de nouvelles logiques, qui est un impensé des théories de Laclau, est une spécificité européenne. Contrairement à l’Amérique du Sud, le Vieux Continent est pétri d’une longue histoire institutionnelle et politique qui empêche l’émergence de formations populistes au sens strict… »

## Par pays

### Allemagne

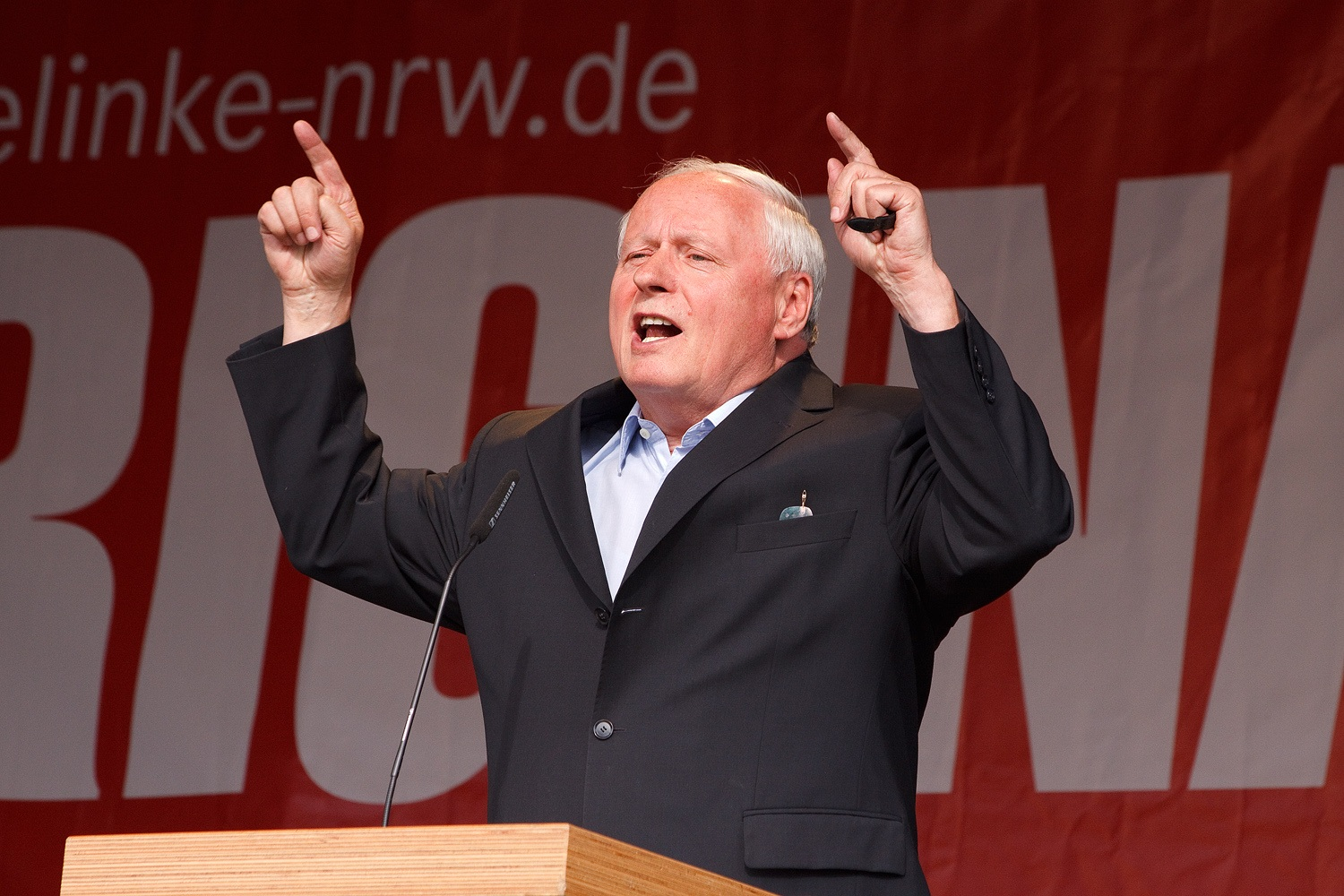
Oskar Lafontaine

Le Parti du socialisme démocratique a été explicitement étudié pour le populisme de gauche, en particulier par des universitaires allemands. Le parti a été formé après la réunification allemande et comparé aux populistes de droite fondé sur des discours anti-élitiste et attire l'attention des médias. Le parti a participé, avec une certaine mesure, à la même base électorale que les populistes de droite, même si elle s'est appuyée sur un programme plus grave en Allemagne de l'Est[pas clair]. Cela a été limité par les sentiments anti-immigration préférés par certains électeurs. Le PDS a fusionné avec Die Linke en 2007, et de nouveaux éléments populistes sont susceptibles de trouver un habitat plus accueillant à gauche qu'à droite.

### Autriche
Pour les politologues Gaël Brustier et David Djaïz, Alexander Van der Bellen doit son élection comme président fédéral de la République d'Autriche en 2016 « à l'intelligence stratégique impulsée par le stratège des Grünen autrichien Stefan Wallner » qui « a fait du « populisme de gauche », d'allure post-marxiste, le moteur de la stratégie électorale du candidat vert ».

### Colombie
L'avocat Jorge Eliécer Gaitán, probable futur président colombien et dont l'assassinat en 1948 précipita la Colombie dans la guerre civile, ne se référait pas explicitement au socialisme en dépit de ses positions marquées contre l'oligarchie et est par conséquent considéré comme populiste de gauche.

### Bolivie
Le président Hernán Siles Zuazo a adopté un discours populiste de gauche ainsi que Evo Morales.

### Équateur
Rafael Correa mène une politique combinant souveraineté nationale et aide aux plus pauvres.

### États-Unis
Huey Long, l'ardent gouverneur puis sénateur de la Louisiane au début de la Grande Dépression, qui préconisait — entre autres — une large redistribution des richesses dans le cadre de son programme Share Our Wealth (en), est un des premiers exemples de populisme de gauche aux États-Unis.
Le candidat à la présidentielle de 2016, et sénateur du Vermont, Bernie Sanders a été décrit comme populiste.

### France
Jean-Luc Mélenchon, fondateur du mouvement La France insoumise créé en février 2016, inscrit son discours dans ce qui est parfois qualifié par la presse de populisme de gauche, : redistribution des richesses, multiculturalisme, progressisme.

### Pays-Bas
Le Parti socialiste a mené des discours populistes de gauche après la chute des régimes communistes en Europe durant les années 1990. Bien que certains ont fait remarquer que le parti devient de moins en moins populiste au fil des années, il comprend encore des sentiments anti-élitistes dans ses programmes électoraux récents. Il s'oppose  à ce qu'il appelle le « super-État européen ».

## Partis de gauche populiste dans le monde
- Afrique du Sud - Economic Freedom Fighters[19]

- Allemagne - Die Linke[20]

- Argentine - Front pour la victoire[21]

- Autriche - JETZT – Liste Pilz[22], Parti communiste d'Autriche

- Bolivie - Mouvement vers le socialisme[23]

- Brésil - Parti des travailleurs[24]

- Bulgarie - Parti socialiste bulgare

- Canada - Québec solidaire

- Chili - Front large

- Chypre - Alliance des citoyens, Parti progressiste des travailleurs

- Cuba - Parti communiste de Cuba

- Danemark - Inuit Ataqatigiit, Liste de l'unité, Parti populaire socialiste[25], République

- Équateur - Alianza País[23]

- Espagne - Anova-Fraternité nationaliste, Izquierda Unida, Podemos[26],[27],[28]

- États-Unis - Parti démocrate (factions internes)[29],[30],[31], Socialistes démocrates d'Amérique[32],[33]

- Europe - Gauche unitaire européenne/Gauche verte nordique, Parti de la gauche européenne

- France - Front de gauche[34], La France insoumise[35],[36], Parti de gauche[35],[36]

- Grèce - SYRIZA[37], Trajet de liberté (créé par Zoé Konstantopoúlou), Unité populaire

- Irlande - Sinn Féin[38]

- Italie - L'autre Europe avec Tsipras, Pouvoir au peuple ![39], Mouvement 5 étoiles (factions interne)

- Japon - Reiwa Shinsengumi[40],[41],[42],[43]

- Luxembourg - La Gauche

- Pays-Bas - Parti socialiste[44]

- Philippines - PDP-Laban

- Pologne - Razem

- Roumanie – Parti social-démocrate[45],[46]

- Royaume-Uni - Parti socialiste écossais[47]

- République dominicaine - Parti de la libération dominicaine

- Russie - Patriotes de Russie, Russie juste, L'Autre Russie, Parti communiste (factions internes)

- Serbie - Parti socialiste de Serbie

- Slovaquie - SMER – social-démocratie[48],[49],[50]

- Suède - Parti de gauche

- Taïwan - Parti du nouveau pouvoir[51]

- Tchéquie - Parti communiste de Bohême et Moravie[34], Parti des droits civiques[52]

- Turquie - Parti démocratique des peuples[53]

- Venezuela - Parti socialiste unifié du Venezuela[54],[55]

- Zimbabwe - ZANU–PF[56]